# Метандиенон
Метандиено́н (жарг. метан) — препарат, относящийся к ряду левосторонних анаболических стероидов, получил широкую известность как допинг, применяемый в спортивной медицине для увеличения мышечной массы. Препарат усиливает анаболические и подавляет катаболические процессы, вызванные глюкокортикостероидами, способствует увеличению мышечной массы, формирует положительный азотистый баланс, ускоряет расщепление подкожного жира, подавляет иммунный ответ за счет роста синтеза ингибитора к С-1 фракции комплемента и снижения уровня С-2 С-4 фракций комплемента, при регулярном приеме активирует развитие вторичных половых признаков по мужскому типу.
Метандиенон был первоначально разработан фирмой «CIBA» (ныне транснациональная фармацевтическая корпорация Novartis) в 1955 году и продавался в Германии и США.
Как продукт фирмы «CIBA» Dianabol, метандиенон быстро стал самым широко используемым анаболическим средством среди профессиональных спортсменов и спортсменов-любителей, быстро вытеснив в спортивной фармакологии к тому времени уже устаревший и менее эффективный метилтестостерон, и продолжает оставаться наиболее распространенным перорально активным анаболическим средством для немедицинского использования.
Впервые появился в продаже в 1958 году в США в виде таблеток по 5 мг под торговым названием «Дианабол». Является первым препаратом в своем классе и имеет длительную историю применения в спортивной медицине в качестве допинга. До конца 1960-х годов препарат допингом не считался, запрещёнными для спортсменов были только стимуляторы, такие как амфетамин, кокаин, эфедрин и их аналоги.
Обладает ярко выраженными анаболическими и умеренными андрогенными свойствами. Применяется в лечении ожогов, переломов, почечной недостаточности, а также для компенсации белкового обмена, в том числе в спортивной медицине (для наращивания мышц). Вследствие присутствия 17-алкил группы обладает гепатотоксичностью, при длительной и значительной передозировке может вызывать механическую желтуху, вызванную гиперпродукцией желчи и растяжением желчевыводящих путей. Данное состояние может сопровождаться болями и диспептическими расстройствами. Лечение — симптоматическое, направленное на улучшение желчного оттока. Противопоказан при заболеваниях печени.
В настоящее время данное вещество контролируется в США и Соединенном Королевстве и остается популярным среди бодибилдеров. Метандиенон легко доступен без рецепта в некоторых странах, таких как Мексика, а также производится в некоторых странах Азии.

## Фармакологическое действие
Проникая в клеточное ядро, активирует генетический аппарат клетки, что приводит к увеличению синтеза ДНК, РНК и структурных белков, активации ферментов цепи тканевого дыхания и усилению тканевого дыхания, окислительного фосфорилирования, синтеза АТФ и накоплению макроэргов внутри клетки. Стимулирует анаболические и подавляет катаболические процессы, вызванные ГКС. Приводит к увеличению мышечной массы, уменьшению отложений жира и положительному азотистому балансу. Гемопоэтическое действие связано с увеличением синтеза эритропоэтина. Противоаллергическое действие обусловлено повышением концентрации ингибитора C-1 фракции комплемента и снижением содержания C-2 и C-4 фракций комплемента. Наличие андрогенной активности может способствовать развитию вторичных половых признаков по мужскому типу. Длительность действия — до 14 ч.

## Немедицинское использование
Метандиенон используется спортсменами, бодибилдерами и пауэрлифтерами для улучшения физического состояния и результатов. Считается, что это наиболее широко используемый ААС для таких целей как сегодня, так и исторически.

## Доступные формы
Метандиенон выпускался в форме пероральных таблеток по 2,5 и 5 мг..

## Показания
Кахексия различной этиологии; нарушение белкового обмена (после тяжелых травм, операций, ожогов, лучевой терапии); хронические инфекционные заболевания с потерей белка; прогрессирующая мышечная дистрофия, ГКС-индуцированная миопатия; диабетическая ангиопатия; необходимость ускорения регенерации при переломах, травмах; замедление роста детей (синдром Шерешевского-Тернера, гипофизарный нанизм); задержка полового созревания (половой инфантилизм) и физического развития у мальчиков; энцефалопатия на фоне алкогольного гепатита.

## Побочные действия
Могут возникнуть андрогенные побочные эффекты, такие как угри, себорейный дерматит, усиление роста волос на лице / теле, выпадение волос на голове и вирилизация. Также могут возникать эстрогенные побочные эффекты, такие как гинекомастия и отёк Как и другие 17α-алкилированные анаболические стероиды, метандиенон представляет риск гепатотоксичности, и его использование в течение длительного периода времени может привести к повреждению печени без соответствующих мер предосторожности.
Прогрессирование атеросклероза (увеличение концентрации ЛПНП и снижение концентрации ЛПВП), железодефицитная анемия, периферические отеки, диспепсические явления (боли в эпигастральной области, боль в животе, тошнота, рвота), нарушение функций печени с желтухой, лейкемоидный синдром (лейкемия, боли в длинных трубчатых костях), гипокоагуляция с наклонностью к кровотечениям;
При длительной терапии — гепатонекроз (темный кал, рвота с примесью крови, головная боль, чувство дискомфорта, нарушение дыхания), гепатоцеллюлярная карцинома, печеночная пурпура (темная моча, обесцвечивание кала, крапивница, точечные или макулезные геморрагические высыпания на коже и слизистых оболочках, фарингит или ангина), холестатический гепатит (желтое окрашивание склер и кожи, боль в правом подреберье, потемнение мочи, обесцвеченный кал), повышение секреции сальных желез, озноб, повышение или снижение либидо, диарея, ощущение полноты в желудке, метеоризм, судороги, нарушение сна.
У женщин: явления вирилизма (увеличение клитора, огрубение или охриплость голоса, дис- и аменорея, гирсутизм, угри стероидные, жирная кожа), гиперкальциемия (угнетение ЦНС, тошнота, рвота, повышенная утомляемость).
У мужчин: в препубертатном периоде — вирилизм (угревая сыпь, увеличение пениса, приапизм, формирование вторичных половых признаков), идиопатическая гиперпигментация кожи, замедление или прекращение роста (кальцификация эпифизарных ростовых зон трубчатых костей); в постпубертатном периоде — раздражение мочевого пузыря (увеличение частоты позывов), мастодиния, приапизм, снижение сексуальной функции; пожилого возраста — гиперплазия и/или рак предстательной железы.

## Передозировка
Симптомы: гепатотоксичность. Лечение: промывание желудка, назначение симптоматической терапии.

## Особые указания

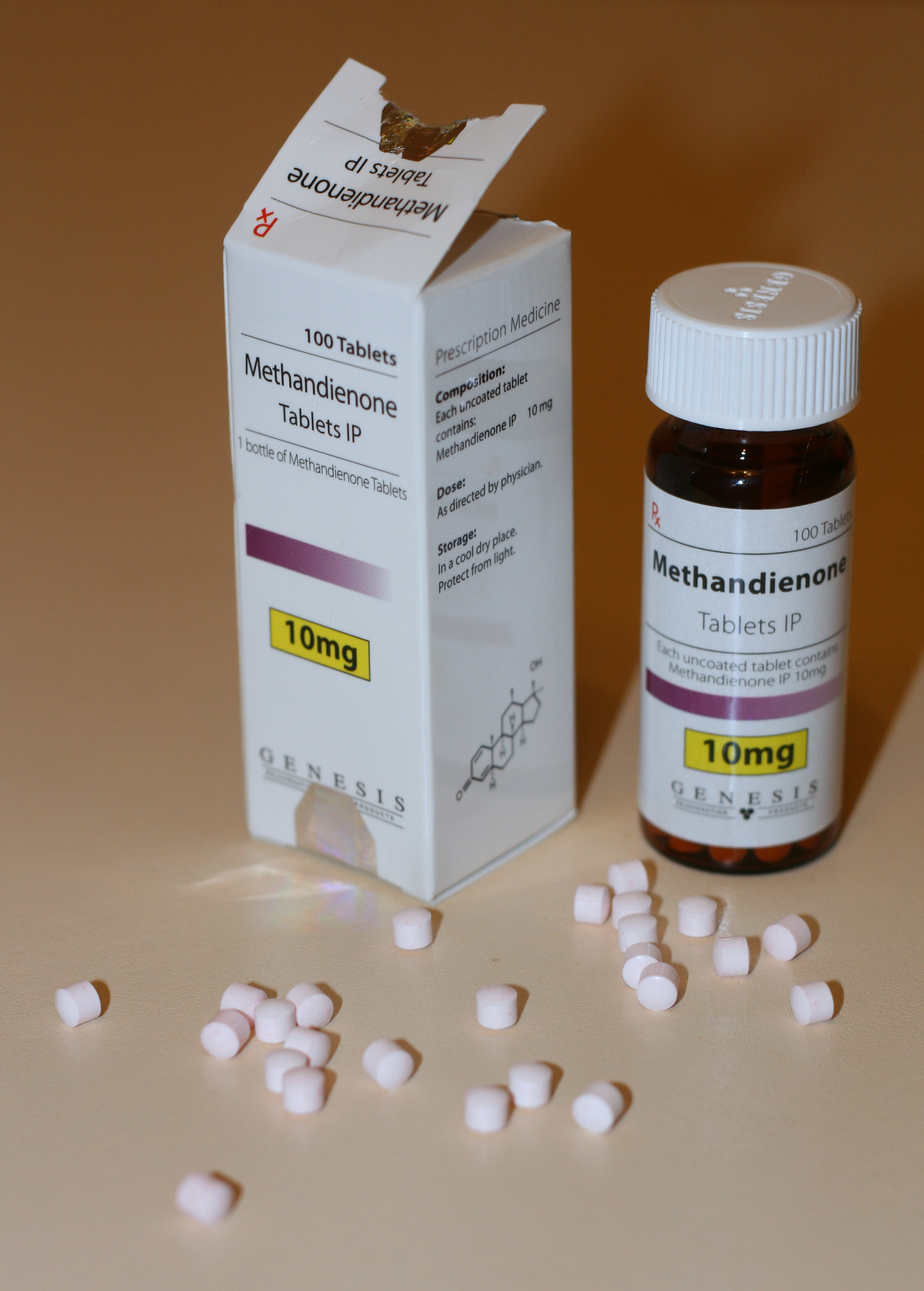
Метандиенон

В процессе лечения необходим систематический контроль концентрации в крови Ca2+ (особенно у больных раком молочной железы и при наличии метастазов в кости), холестерина (особенно у больных с сопутствующей патологией ССС), глюкозы (у больных сахарным диабетом), гематокрита, Hb, концентрации сывороточного фосфора, а также функционального состояния печени. В процессе лечения должно быть обеспечено достаточное поступление в организм адекватных количеств белков, жиров, углеводов, витаминов, минеральных веществ. При возникновении нарушений менструального цикла и/или появлении признаков вирилизации лечение следует прекратить. Подавляет лактацию. Для контроля состояния эпифизарных зон роста трубчатых костей у детей и подростков рекомендуется их рентгенологические исследование каждые 6 мес. Следует иметь в виду, что применение стероидных анаболиков у пожилых пациентов может способствовать развитию гиперплазии предстательной железы. Целесообразность использования стероидных анаболиков при остеопорозе неясна (недоказанная эффективность и высокий риск возникновения серьёзных побочных эффектов).

## Взаимодействие
Усиливает действие антикоагулянтов, антиагрегантов, инсулина и гипогликемических ЛС, а также побочные эффекты гепатотоксичных ЛС. ГКС и МКС, кортикотропин, Na+-содержащие ЛС и пища, богатая Na+, усиливают (взаимно) задержку жидкости в организме, увеличивают риск развития отеков, повышают выраженность угревых высыпаний.
Действует синергетически при одновремененном применении с препаратами нандролона (19-нортестостерона).